# Craloh
 (juin 2018).
Craloh est un prélat allemand mort le 26 février 958. Il est l'abbé du monastère bénédictin de Saint-Gall de 942 à sa mort, à l'exception de la période 953-954 durant laquelle il est remplacé par l'anti-abbé Anno.

## Biographie
Craloh est le frère de son prédécesseur Thieto. Il est élu le 31 mai 942. On retrouve la mention de Craloh dans le livre de profession de l'abbaye. Le 12 juin 947, l'empereur Otton Ier lui accorde le droit de tenir marché et de battre monnaie à Rorschach.
La principale tâche de Craloh consiste à reprendre la reconstruction du monastère à la suite de l’incendie de 937. Il n'est pas très apprécié des autres moines en raison de sa rigueur et de sa sévérité.
Les années 953-954 marquent une rupture. En effet, le duc Liudolf de Souabe se soulève contre son père l'empereur. Lors de ce conflit, la majorité des moines soutiennent Liudolf alors que Carloh prend parti pour Otton. Durant le soulèvement, l'abbé prend la fuite et se réfugie à la cour d'Otton. Il ne rentre au monastère qu'à la fin du conflit. Durant cette période, l’anti-abbé Anno, élu par les moines, reprend l'abbatiat. Toutefois, Anno meurt avant la défaite de Liudolf. Pendant cette courte période, le monastère est sous la direction du moine Viktor. L'évêque Ulrich d'Augsbourg réconcilie le couvent avec l'abbé Craloh. Néanmoins, ses relations avec les moines de Saint-Gall ne s’arrangent pas et il finit par se retirer à Herisau, un domaine de l'abbaye, où il meurt.